# Козлово (Великоустюгский район)
Козлово — деревня в Великоустюгском районе Вологодской области.
Входит в состав Шемогодского сельского поселения, с точки зрения административно-территориального деления — в Шемогодский сельсовет.
Расстояние по автодороге до районного центра Великого Устюга — 29 км, до центра муниципального образования Аристово — 13 км. Ближайшие населённые пункты — Сондас, Угол, Поповское, Федоровское, Лучнево, Вепрево, Климлево, Павшино.
По данным переписи в 2002 году постоянного населения не было.